# Bjørn Pedersen
Bjørn Pedersen (* 24. Juni 1935 in Oslo; † 28. Dezember 2007) war ein norwegischer Jazzmusiker (Kontrabass, auch Banjo).

## Wirken
Pedersen begann 1949 als Banjospieler bei den New Orleans Hot Dogs, Hot Jazz zu spielen. Ab 1952 war er Mitglied in der Big Chief Jazzband, die sich zur führenden Band des traditionellen Jazz in Norwegen entwickelte, wo er 1953 zum Bass wechselte; mit der Big Chief Jazzband ist er auf zahlreichen Tonträgern dokumentiert und war 1956 international auf Tournee, 1957 in Deutschland.
Ab Ende der 1950er Jahre spielte Pedersen unter anderem mit der Big Band von Kjell Karlsen und (im Bereich des Modern Jazz) mit dem Quintett von Mikkel Flagstad. Er spielte auch in einer Reihe von Swinggruppen; mit der Band von Rowland Greenberg gastierte er beim Montreux Jazz Festival 1970. In den späten 1970er Jahren gehörte er zum Appaloosa Mainstream Ensemble, mit dem mehrere Alben entstanden. 1980 arbeitete er mit Per Borthen/Karin Krog (Album); zwischen 1992 und 1996 wirkte er bei Appaloosa Nova. Zuletzt spielte er mit Felix Peikli (2006).
Pedersen verantwortete mit seiner Frau Mona Pedersen (* 1938) die Sendereihe „All That Jazz“ im Osloer Jazzradio N. Als Bassist begleitete er auch Albert Nicholas, Kenny Dorham und Ben Webster bei Besuchen in Norwegen.

## Lexikalischer Eintrag
- Eintrag (Store Norske Leksikon)